# Okres Brzeg
Okres Brzeg (polsky Powiat brzeski) je okres v polském Opolském vojvodství. Rozlohu má 876,52 km² a v roce 2019 zde žilo 89 804 obyvatel. Sídlem správy okresu je město Brzeg.

## Gminy
Městská:
- Brzeg

Městsko-vesnické:
- Grodków
- Lewin Brzeski

Vesnické:
- Lubsza
- Olszanka
- Skarbimierz

## Města
- Brzeg
- Grodków
- Lewin Brzeski

## Sousední okresy
| Růžice kompasu | Oława       | Namysłów |       | Růžice kompasu |
| Růžice kompasu |             | Sever    | Opole | Růžice kompasu |
| Růžice kompasu | Okres Brzeg |          | Opole | Růžice kompasu |
| Růžice kompasu | Jih         |          | Opole | Růžice kompasu |
| Růžice kompasu | Strzelin    | Nysa     |       | Růžice kompasu |